# Stictoptera swinhoei
Stictoptera swinhoei là một loài bướm đêm trong họ Noctuidae.